# Nanger dama
La gazzella dama (Nanger dama Pallas, 1766), anche nota come gazzella d'Addra o gazzella di Mhorr in base alla sottospecie, è una grossa gazzella dal caratteristico manto di colore bianco e rosso; diffusa nel Nordafrica, è ormai divenuta rarissima. Il significato del nome «dama» è controverso. Mentre alcuni ritengono che derivi dal latino dama («daino»), altri vedono piuttosto una correlazione con l'arabo dammar («pecora»). In Niger, dove è nota con il nome hausa Meyna o Ménas, questa specie è divenuta un simbolo nazionale: compare anche sullo stemma della nazionale di calcio, i cui giocatori sono noti, appunto, come Ménas.

## Tassonomia
Sebbene in passato ne venissero riconosciute cinque, o perfino sette, sottospecie, quelle riconosciute attualmente sono solo tre:
- N. d. dama Pallas, 1766, la sottospecie nominale, è presente in cattività solo presso lo zoo di Al Ain negli Emirati Arabi Uniti, ed è molto rara in natura.
- N. d. mhorr Bennett, 1833, la gazzella di Mhorr, è estinta in natura (l'ultimo avvistamento allo stato brado noto risale al 1968), ma è presente in varie strutture zoologiche sotto vari programmi di riproduzione in cattività in Europa, Nord America, Nord Africa e Medio Oriente, e diversi sforzi hanno reintrodotto alcuni esemplari nel suo areale originale o in habitat simili;
- N. d. ruficollis C. H. Smith, 1827, la gazzella d'Addra, è presente in vari programmi di riproduzione in cattività in Europa, Nord America e Medio Oriente, ed è molto rara in natura.

## Descrizione
Con 140–165 cm di lunghezza, 90–120 cm di altezza al garrese e 40–75 kg di peso, la gazzella dama è la più grande delle gazzelle, con tronco proporzionalmente breve ma con zampe e collo molto lunghi. Ha corna brevi (29–43 cm di lunghezza) e sottili, fortemente incurvate all'indietro, quasi parallele al dorso con punte rivolte in alto; presentano 18-23 anelli. Il pelo è corto e folto e il colore varia con l'età, la stagione e la distribuzione geografica. La maschera facciale è molto pallida o assente e le zone bianche su groppa, natiche e fianchi sono molto estese. A metà del collo, nella parte anteriore, vi è una macchia bianca a mezzaluna; anche le spalle e il petto sono sempre bianchi. La sottospecie occidentale (N. d. mhorr, praticamente estinta allo stato naturale) ha parti superiori e zampe esterne castano-rosso. La sottospecie centrale e meridionale (N. d. dama) ha parti bianche molto estese a scapito del color rosso bruno che, sulle cosce, è ridotto a una linea mediana. Infine nella sottospecie orientale (N. d. ruficollis) il bianco è predominante e solo il collo e il garrese sono color rossastro; il colore, comunque, varia gradualmente da est a ovest. Guance e fronte sono sempre bianchi, specie negli adulti.

## Distribuzione e habitat
In passato la gazzella dama era diffusa in tutto il Sahara e il Sahel, ma la caccia e le attività umane ne hanno drasticamente ridotto la popolazione e l'areale. Nel Nordafrica, la specie è probabilmente estinta, sebbene possa sopravvivere nella regione del fiume Drâa (dove dei nomadi ne osservarono alcuni esemplari nel 1993). Forse, altri esemplari esistono ancora, in numero estremamente ridotto, lungo il confine tra Marocco meridionale e Mauritania e nella regione del Tassili de Tin Rehror, nell'Algeria meridionale. Si ritiene che in passato la specie popolasse anche il sud della Tunisia, da dove è scomparsa prima del XX secolo.
A sud del Sahara, la gazzella dama è ancora presente nel Mali orientale, nelle regioni nigerine dell'Aïr e del Termit/Tin Toumma, e in Ciad, nell'ovest del Paese e nella Riserva Naturale di Ouadi Rimé-Ouadi Achim; tuttavia, dei rilevamenti aerei e terrestri effettuati nel 2007 nella zona del Termit-Tin Toumma non hanno riscontrato la presenza dell'animale nell'area. Si ritiene che la gazzella dama sia del tutto scomparsa in Mauritania e, probabilmente, anche in Nigeria, Burkina Faso e Libia. Ormai non giungono più voci di avvistamenti neppure dal Sudan, malgrado alcuni studiosi sostengano che alcuni esemplari possano ancora sopravvivere nelle regioni settentrionali del Darfur e del Kordofan.
Vive in aree aride e aperte, come praterie, deserti e regioni semidesertiche. Effettua migrazioni stagionali tra il Sahara e il Sahel.

## Biologia

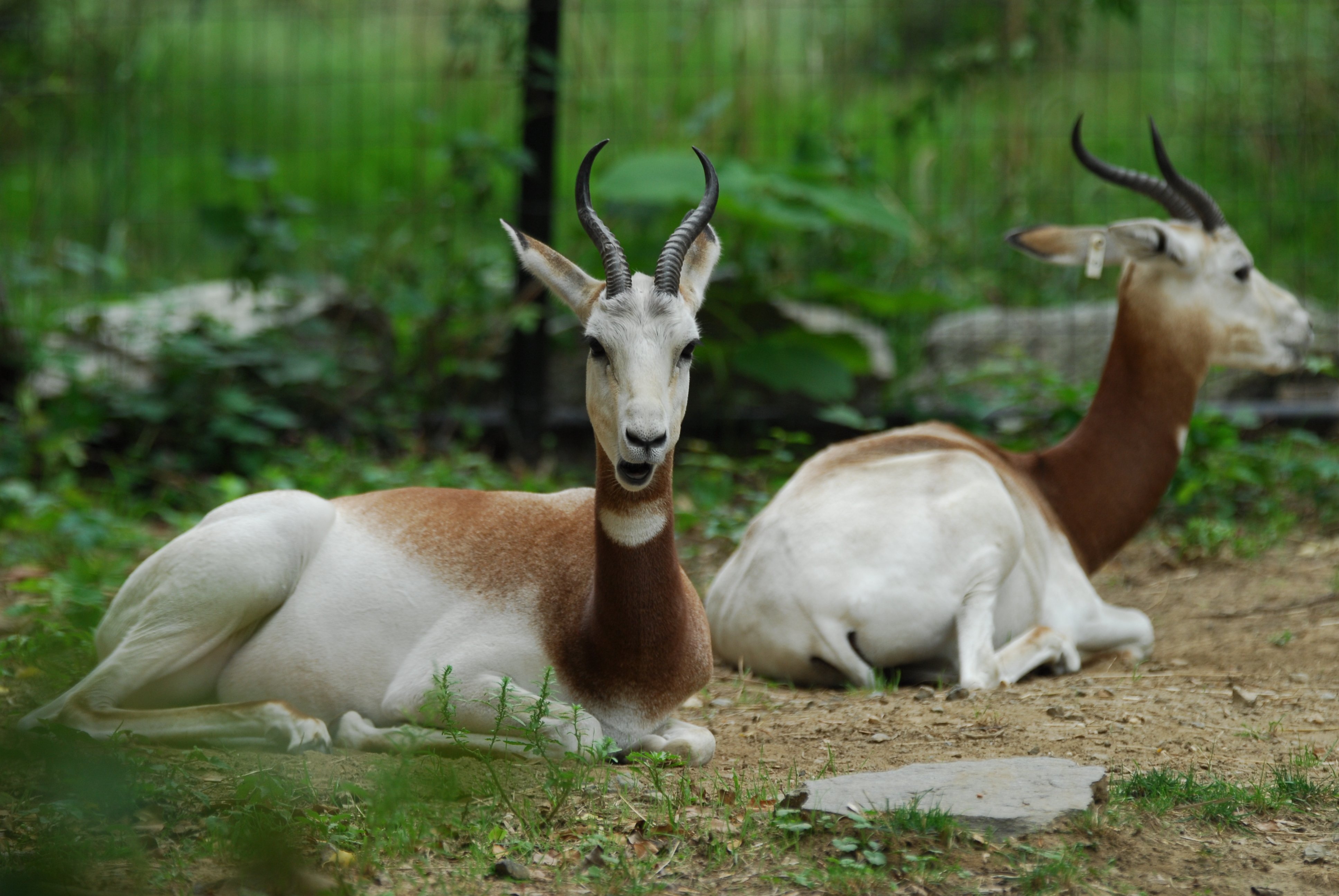
Gazzelle dama allo Smithsonian National Zoological Park.

Le gazzelle dama vivono in gruppi la cui dimensione varia a seconda della stagione. Durante la stagione delle piogge, quando vagano nelle regioni desertiche, a volte formano gruppi composti da diverse centinaia di esemplari, mentre nella stagione secca, quando si spostano in aree umide, formano generalmente piccoli gruppi di 15-20 animali. Tali gruppi sono spesso harem costituiti da un maschio, da diverse femmine e dai loro piccoli, ma si possono trovare anche gruppi composti solo da femmine e da piccoli, e gruppi di soli maschi, noti come gruppi di scapoli. Durante la stagione degli amori il maschio stabilisce un'area di accoppiamento dalla quale espelle gli altri maschi.
Come tutte le gazzelle, anche questa specie è esclusivamente erbivora, e si nutre di foglie ed erbe. A volte, per brucare dai rami degli alberi, si solleva sulle zampe posteriori come l'antilope giraffa.
L'accoppiamento ha luogo da agosto a ottobre e, dopo cinque-sei mesi di gestazione, la femmina partorisce di solito un unico piccolo. Questo è svezzato dopo tre o quattro mesi e raggiunge la maturità sessuale a 1-2 anni. L'aspettativa di vita in natura raggiunge al massimo i dodici anni, ma negli esemplari in cattività può essere di quasi venti anni.

## Conservazione
La drastica diminuzione della gazzella dama è da attribuire soprattutto alla caccia, specialmente dopo l'introduzione di mezzi motorizzati. Inoltre, dato che il suo habitat è stato spesso convertito in zone da pascolo per il bestiame, questa specie talvolta è stata costretta a ritirarsi in zone aride, meno adatte alla sua sopravvivenza. Attualmente le popolazioni più numerose si trovano in Ciad, Niger e Mali. In Senegal vi è ora una piccola popolazione reintrodotta, ma sparuti gruppetti potrebbero trovarsi ancora in altri Paesi (come il Sudan e l'Algeria). Dal momento che la popolazione totale è stimata a meno di 500 esemplari, la IUCN inserisce la gazzella dama tra le specie in pericolo critico. Alcuni zoo sono attualmente all'opera per cercare di garantirne la sopravvivenza in cattività, 14 in Europa, 1 negli Emirati Arabi Uniti e 3 negli Stati Uniti (Gazzella di Mhorr):
- Germania
  - Parco zoologico di Berlino-Friedrichsfelde
  - Zoo di Francoforte
  - Zoo di Monaco di Baviera
- Francia
  - Zoo di Montpellier
- Ungheria
  - Zoo di Budapest
- Italia
  - Zoom Torino, a Cumiana (TO), primo parco italiano a ospitarla (4 giovani maschi da aprile 2013, provenienti da Monaco di Baviera)
  - Bioparco di Roma, presenti alcuni esemplari di Nanger dama mhorr
  - Zoosafari di Fasano (BR)
- Paesi Bassi
  - Zoo di Rotterdam
- Portogallo
  - Zoo di Avintes (Oporto)
- Spagna
  - Riserva di Almería
  - Zoo di Barcellona
  - Zoo di Jerez de la Frontera
  - Zoo di Madrid
  - Oasi di Tabernas
  - Bioparc Valencia
- Regno Unito
  - Safari di Woburn (Bedfordshire)
- Emirati Arabi Uniti
  - Zoo di al-'Ayn
- Stati Uniti
  - Zoo di Filadelfia (Pennsylvania)
  - Zoo di Phoenix
  - Zoo di Louisville
    - Strutture private

  - Altre migliaia di esemplari, sia della sottospecie orientale che di quello occidentale, ormai vero polmone della specie, sono presenti in collezioni e strutture private, con dimensioni variabili da recinti di poche migliaia di metri quadrati fino a strutture di decine di migliaia di ettari, negli Stati Uniti (soprattutto Texas) dove vengono anche cacciate in base a stretti piani gestionali, e in vari stati mediorientali (specialmente Emirati Arabi Uniti), esemplari però di difficile quantificazione numerica.